# Congrès Boréal
Pour les articles homonymes, voir Boréal.
Le congrès Boréal est un rassemblement annuel des créateurs et des amateurs francophones de science-fiction ou de fantastique au Canada.  Il accueille des tables rondes, des conférences et des activités plus ludiques.
Au fil des ans, de nombreux invités sont venus de tous les horizons, dont William Gibson (Canada), Samuel Delany (États-Unis), Christopher Priest (Grande-Bretagne), Valerio Evangelisti (Italie), ainsi que de nombreux auteurs français et canadiens.  De nombreux auteurs québécois comme Patrick Senécal, Ariane Gélinas, Joël Champetier, Élisabeth Vonarburg, Esther Rochon et Yves Meynard ont été des invités d'honneur.

## Remise de prix
Les participants votent sur place afin de décerner les Prix Boréal.  Les nominations sont annoncées avant le Congrès.
Le ou la récipiendaire du prix Jacques-Brossard y est annoncé après avoir été soumis à un jury.
Enfin, le prix Hommage-Visionnaire, remis aux deux ans pour récompenser l'ensemble de l'oeuvre d'un auteur québécois, est annoncé lors du Congrès.

## Historique
Le premier a eu lieu en 1979 à Chicoutimi, Québec.  Au fil des ans, il s'est aussi déplacé à Longueuil, Ottawa et Mont-Laurier.  Ces dernières années, il s'est tenu le plus souvent à Montréal et Québec.  L'édition 2019 aura lieu du 3 au 5 mai à l'Hôtel Times de Sherbrooke.

## Boréal 2019: édition 40e anniversaire
L'édition 40e anniversaire a eu lieu du vendredi 3 au dimanche 5 mai 2019 à l'Hôtel Times de Sherbrooke.